# Bistum Salem
Das Bistum Salem (lat.: Dioecesis Salemensis) ist eine in Indien gelegene römisch-katholische Diözese mit Sitz in Salem.

## Geschichte
Papst Pius XI. gründete es mit der Apostolischen Konstitution Ad maius religionis am 26. Mai 1930 aus Gebietsabtretungen der Bistümer Kumbakonam, Mysore und des Erzbistums Pondicherry, dem es auch als Suffraganbistum unterstellt wurde. 
Am 24. Januar 1997 verlor es einen Teil seines Territoriums an das Bistum Dharmapuri.

## Territorium
Das Bistum Salem umfasst die Distrikte Namakkal und Salem im Bundesstaat Tamil Nadu.

## Bischöfe von Salem
- Henri-Aimé-Anatole Prunier MEP (26. Mai 1930 – 20. November 1947)
- Venmani Selvanather (3. März 1949 – 17. März 1973, dann Erzbischof von Pondicherry und Cuddalore)
- Michael Bosco Duraisamy (28. Februar 1974 – 9. Juni 1999)
- Sebastianappan Singaroyan (5. Juli 2000 – 9. März 2020)
- Arulselvam Rayappan (seit 31. Mai 2021)